# Llobertera
Llobertera és una masia d'Oristà (Lluçanès) inclosa a l'Inventari del Patrimoni Arquitectònic de Catalunya.

## Descripció
Masia formada per dues construccions de planta rectangular posades una al costat de l'altre, cobertes amb teulades a dos vessants amb els careners disposats en perpendicular, i orientats a les respectives façanes principals.
Construccions fetes amb pedres desballestades. L'habitatge és l'element més antic i presenta en els murs les empremtes de diverses modificacions. Fruit d'una d'aquestes s'obre una finestra al primer pis que porta la data de 1748. Hi ha alguns contraforts que reforcen l'estructura de la casa.